# The Facts of Life Down Under
The Facts of Life Down Under è un film per la televisione del 1987, il secondo tratto dalla sitcom L'albero delle mele. È andato in onda il 15 febbraio 1987 e si colloca tra il diciassettesimo e il diciottesimo episodio dell'ottava stagione. Così come è avvenuto per il predecessore, anche questo film è stato poi trasmesso negli Stati Uniti suddiviso in quattro episodi di mezz'ora ciascuno e incluso nei DVD della serie. È l'unico film in cui Charlotte Rae è assente. In Italia è inedito.

## Trama
Beverly Ann, le ragazze ed Andy partono per Sydney per incontrare la signorina Carstairs e le alunne della Koolunga Girls School, la controparte australiana di Eastland dove Natalie deve tenere un discorso. Blair e Jo hanno a che fare con un ladro di gioielli, Tootie visita delle grotte antiche con uno studioso americano che crede essere un aborigeno, Natalie esplora il grande entroterra con un allevatore di bestiame di nome Ren mentre Beverly Ann ed Andy visitano un ranch di pecore di proprietà dell'ex fidanzato della Stickle, Roger. Durante la loro permanenza al ranch, Beverly Ann sembra cedere alle attenzioni di Roger mentre Andy apprende l'arte della pastorizia. Dopo mille peripezie, le ragazze sono tutte sorprese quando scoprono cosa è successo alle altre e Beverly Ann rivela di non essere intenzionata a tornare con Roger ora che ha una nuova famiglia.

## Cast completo
- Cloris Leachman: Beverly Ann Stickle
- Lisa Whelchel: Blair Warner
- Kim Fields: Tootie Ramsey
- Mindy Cohn: Natalie Green
- Nancy McKeon: Jo Polniaczek
- Mackenzie Astin: Andy Moffet
- Mario Van Peebles: Dave Johnson
- Joss McWilliam: Nick Aintree
- Jay Hackett: Kevin Colton
- Andrew McKaige: Ren Calley
- Noel Trevarthen: Roger Pitt
- Sally Martin: Gwen Pitt
- Misty Bernard: Jane Willis
- Melissa Bickerton: Helen Brown
- Martha Westbrook: Betty Owens
- Gary Waddell: Hugo
- Kristopher Greaves: Denny
- Burnard Curran: Henry
- Barbara-Jane Cole: Signorina Carstairs
- Laurie Moran: Signor Calley
- Joan Bruce: Signora Winters
- John Faasen: Direttore del coro
- Tony Deary: Commerciante
- Annie Bryon: Cassiera
- Danny Caretti: Cameriere
- Bevan Wilson: Aborigeno
- Steve Dodd: Aborigeno
- Soul Bellear: Aborigeno
- Dan Holiday: Signore